# Эрмели
Эрмели́ — посёлок в Яшкульском районе Калмыкии, в составе Гашунского сельского муниципального образования.
Основан как посёлок центральной усадьбы организованного в 1978 году совхоза «Кормовой»
Население — 245 (2010)

## Название
Первоначально назывался «Первомайский». Современное название присвоено по исчезнувшему в годы депортации калмыков посёлку Эрмели (Эрмәль), располагавшемуся в 4 километрах к востоку от современного посёлка

## История
Основан как посёлок центральной усадьбы организованного в 1978 году совхоза «Кормовой», специализированного на производстве кормов, созданного на базе фермы совхоза «Гашунский». В 1980-х было построено здание школы на 320 учеников. В 1988 году сдано в эксплуатация здание дома культуры. К 1989 году в посёлке проживало около 490 человек.
В 1990-е совхоз «Кормовой» разорился, посёлок пришёл в упадок. В 2008 году закрылась местная средняя школа. В ней на тот момент оставалось 5 учеников. На сегодняшний день из более чем 120 дворов осталось 60. В 2009 году было принято решение о ликвидации Эрмелинского сельского муниципального образования путём присоединения к Гашунскому СМО.

## Физико-географическая характеристика
Посёлок расположен на западе Прикаспийской низменности, являющейся частью Восточно-Европейской равнины. Средняя высота над уровнем моря — 1 м. Рельеф местности равнинный. В 2 км к югу от посёлка протекает река Яшкуль.
По автомобильной дороге расстояние до столицы Калмыкии города Элиста составляет 67 км, до районного центра посёлка Яшкуль — 32 км, до административного центра сельского поселения посёлка Гашун — 13 км. К посёлку имеется асфальтированный подъезд от федеральной автодороги Астрахань — Элиста Р216 (4,9 км).
Согласно классификации климатов Кёппена-Гейгера тип климата — семиаридный. Среднегодовая температура воздуха — 10,0 °C, количество осадков — 276 мм. В окрестностях посёлка распространены бурые пустынно-степные солонцеватые почвы в комплексе солонцами.

## Население
| 2002 | 2010 |
| ---- | ---- |
| 316  | ↘245 |

Национальный состав
Согласно результатам переписи 2002 года большинство населения посёлка составляли калмыки (76 %)

## Социальная инфраструктура
В посёлке действуют дом культуры, библиотека. Медицинское обслуживание жителей посёлка обеспечивают местный фельдшерско-акушерский пункт и Яшкульская центральная районная больница. Среднее образование жители села получают в Гашунской средней общеобразовательной школе, расположенной в посёлке Гашун.
Посёлок Эрмели электрифицирован, но не газифицирован. Водоснабжение осуществляется индивидуально, путём подвоза воды к каждому домовладению.